# Твёрдый знак (буква грузинского письма)
Ჾ, ჾ (твёрдый знак) — дополнительная буква грузинского письма, использовавшаяся в абхазском языке в 1937—1954 годах, также используемая в транскрипции нахско-дагестанских языков.

## Использование
В абхазском алфавите на грузинской основе данная буква не соответствовала самостоятельному звуку, а обозначала твёрдость предыдущего согласного ჟ, შ, ჩ, ჭ, ჯ. В то время как сами по себе эти буквы обозначали постальвеолярные звуки [ʒ], [ʃ], [t͡ʃʰ], [t͡ʃ’], [d͡ʒ] соответственно, в сочетании с твёрдым знаком их звуки менялись на ретрофлексные [ʐ], [ʂ], [ʈ͡ʂ], [ʈ͡ʂ’], [ɖ͡ʐ] соответственно.
Буква занимала 58-ю позицию в алфавите, а диграфы ჟჾ, შჾ, ჩჾ, ჭჾ, ჯჾ — 21-ю, 36-ю, 39-ю, 47-ю, 51-ю соответственно. После перевода абхазской письменности на кириллицу в 1954 году буквы ჟ, შ, ჩ, ჭ, ჯ были заменены на жь, шь, ч, ҷ, џь соответственно, а диграфы ჟჾ, შჾ, ჩჾ, ჭჾ, ჯჾ — на ж, ш, ҽ, ҿ, џ соответственно.
В транскрипции нахско-дагестанских языков используется для обозначения интенсивных согласных, причём может употребляться как в грузинском варианте транскрипции, так и в латинском. Как правило, в этом качестве выглядит как знак-модификатор, по размерам чуть меньше основной буквы.

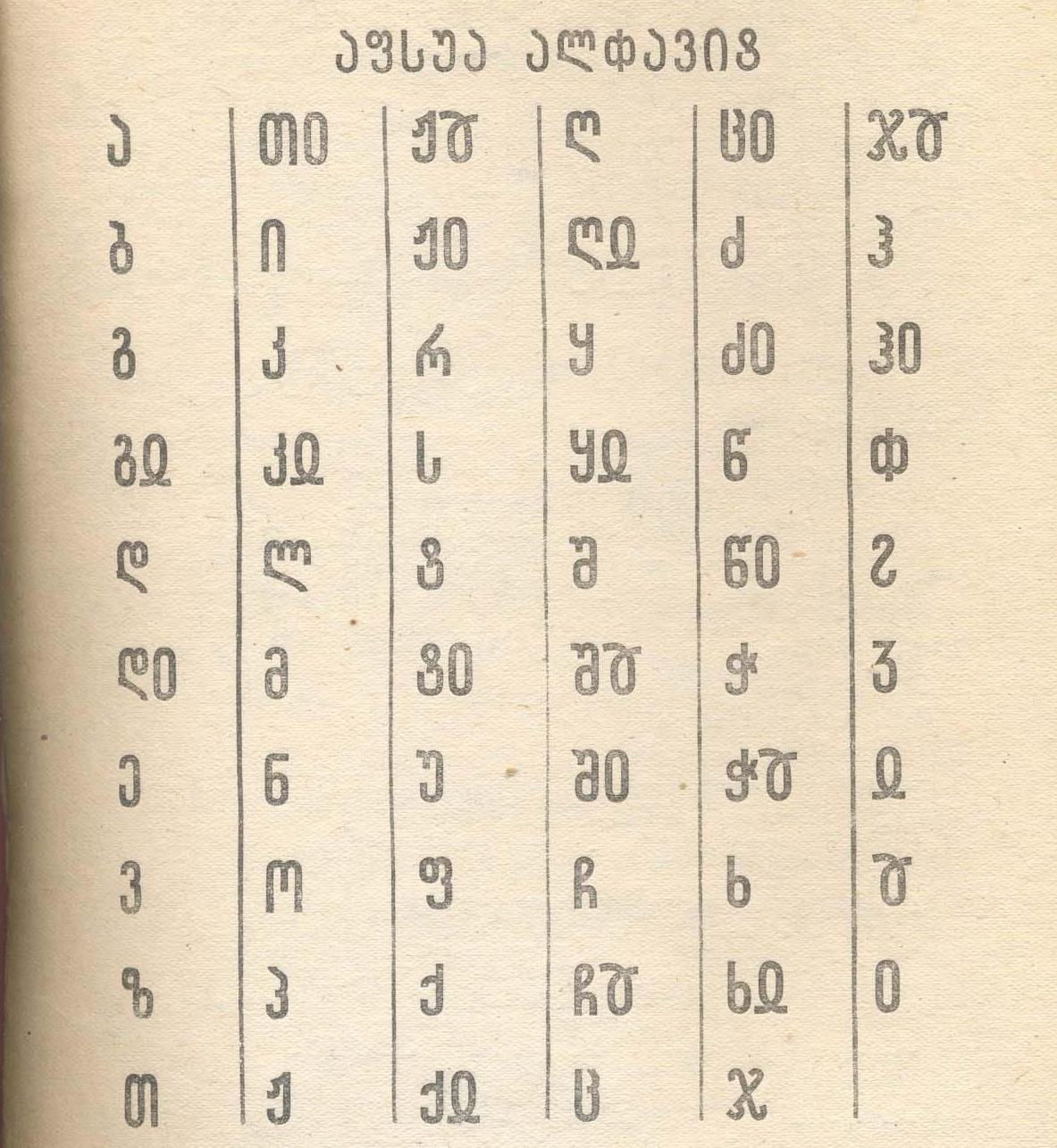
Абхазский алфавит 1937—1954 годов